# 링링 (드라마)
《링링》은 2002년 9월 11일부터 2002년 9월 12일까지 MBC에서 방영된 한중 수교 10주년 특별기획 드라마이다.

## 등장 인물

### 주요 인물
- 한샤오 : 링링 역
- 이동건 : 태훈 역

### 그외 인물
- 정태우 : 홍기 역
- 이다혜 : 송은아 역
- 김형자 : 홍기 모 역
- 하유미 : 최영은 역
- 김세준 : 배 실장 역
- 성은